# 香川真司
香川真司（日语：／ Kagawa Shinji */?，1989年3月17日—），日本著名足球運動員，司職中場，日本國家足球隊成員，現效力於日職球隊大阪櫻花。

## 生涯

### 早期生涯
1995年，当时就读小学1年级的香川真司在神户市当地的足球俱乐部“海员体育俱乐部” 开始接触足球训练。在小学5年级时，转至“神户NK足球俱乐部”（现为“センアーノ神户”）学习接受足球訓練 。
2001年，香川真司为了继续接受足球训练，选择到仙台市立八乙女中学就读，并加入了位于宫城县仙台市的FC宫城队（巴塞罗那足球俱乐部下属少年足球队）。在这个期间，香川真司入选过国家选拔队及日本U-15国家队。
2004年，香川真司进入宫城县黑川高中就读。高中1年级时，香川真司参加了全日本俱乐部青年队足球锦标赛。 2005年9月，香川真司被选入日本U-18东北地区代表队，参加了仙台杯U-18国际青年足球大会。

### 大阪櫻花
2005年12月18日，香川真司选择与出生地较近的球队大阪樱花签订职业球员合约。同时香川真司转学至与大阪樱花有业务关系的With Us高等学校就读。香川真司也成为了日本职业足球历史上首位没有经过职业球队青训系统、并在高中毕业前能签订职业球员合约的球员。
2006年该赛季，香川真司在各项赛事中均没有得到出场机会。
2007年，大阪樱花降级至日乙联赛，时任大阪樱花主教练利华·古比上任后即安排香川真司成为常规球员。4月7日，联赛第7轮大阪樱花主场迎战鸟栖砂岩，香川真司在比赛第79分钟替补出场，完成了个人在职业联赛中的首秀。5月23日，在联赛第17轮对阵水户蜀葵的比赛中，香川真司打入了个人职业生涯的首个进球。该赛季，香川真司代表大阪樱花在日乙联赛35场比赛中出场打入5粒进球，在天皇杯共出战1场，打入2粒进球。
2008年3月9日，日乙联赛第1轮大阪樱花客场挑战水户蜀葵，香川真司在比赛中梅开二度，帮助球队以2-0的比分取胜。该赛季香川真司代表大阪樱花在日乙联赛35场比赛中出场打入16粒进球。
2009年，香川真司改穿有“樱花先生”之称的“8”号球衣。5月17日，在日乙第15轮对阵水户蜀葵的比赛中，香川真司分别在比赛第37、77、87分钟取得进球，达成了职业生涯首次帽子戏法。并在其后的赛事上，达成了连续4场球赛皆有进球的纪录。该赛季香川真司代表大阪樱花在日乙联赛44场比赛中出场贡献27粒进球和13次助攻，当选本赛季的日乙最佳射手。
2010年，大阪樱花升级至日职联赛。5月15日，联赛半程最后一场比赛主场迎战神户胜利船，香川真司在上半场补时阶段凭一记直接任意球取得进球，帮助球队取胜。在该赛季的半程比赛中，他代表大阪樱花在联赛11场比赛中出场打入7粒进球。

### 多特蒙德
2010年7月1日，21岁的香川真司以35万欧元的身价从大阪樱花转会至德甲联赛球队多特蒙德足球俱乐部，身披俱乐部“23”号球衣。 8月14日，香川真司在德国杯对阵瓦克尔布格豪森的比赛中首发打满全场，完成了在德国赛事中的首秀。8月19日，欧联附加赛多特蒙德主场迎战卡拉巴克，香川首发出场并上演梅开二度，首次在德国的正式比赛中取得进球。 9月16日，香川真司在德甲联赛第3轮对阵沃尔夫斯堡的比赛中取得个人在德甲联赛的首个进球。赛季半程，香川真司代表多特蒙德在联赛17场比赛中出场打入8粒进球，当选德甲半程最佳球员。联赛下半程，香川真司因伤缺席16轮联赛，直至联赛最后一轮替补出场宣告回归。德国足球杂志“踢球者”等当地传媒给予香川真司“1”分这个最高评分。
2011年11月23日，欧冠联赛小组赛第5轮多特蒙德客场挑战阿森纳，比赛香川真司在比赛第92分钟劲射破门，打入了个人在欧冠赛场上的首个进球。2012年4月21日，德甲联赛第32轮多特蒙德主场迎战门兴格拉德巴赫，香川真司在比赛第59分钟取得进球，帮助球队扩大比分取胜并提前2轮锁定2011-12赛季德甲联赛冠军。5月12日，在德国足协杯决赛多特蒙德对阵拜仁慕尼黑的比赛中，多特蒙德以5-2的比分获胜夺冠，香川真司也在比赛中贡献一粒进球。该赛季香川真司代表多特蒙德在德甲联赛31场比赛中出场打入13粒进球，在德国足协杯及欧冠联赛中共出战11场，打入4粒进球。
德国足球杂志“踢球者”选出香川真司为联赛上半季攻击中场位置中的最有价值球员。
2011年1月，国际足协（FIFA）发表了“2011年最期待的13位新球员”，香川真司榜上有名。在赛季结束后德国足球杂志“踢球者”选出香川真司为球季最佳11人 。

### 曼聯
2012年6月5日，英超联赛球队曼联宣布香川真司加盟球队在多特蒙德效力两年，转会费1700万镑。6月22日，香川真司通过体检并取得英国劳工证后正式加入球队，身披26号球衣。 8月20日，香川真司在英超联赛揭幕战中首发打满全场，完成了英超联赛的首秀。8月25日，英超联赛第2轮曼联主场3比2取胜富勒姆，香川真司为曼联打入了个人处子球。10月23日，香川真司在欧冠联赛第3轮曼联对阵布拉加的比赛中左膝负伤下场，赛后确诊伤停2个月。2013年3月2日，英超联赛第2轮曼联主场迎战诺维奇，香川真司在比赛中打入3球，成为首位在英超联赛中上演帽子戏法的亚洲球员。该赛季香川真司代表曼联在英超联赛20场比赛中出场打入6粒进球，帮助球队获得2012-13年赛季英超联赛冠军，这也是他代表球队连续第3年获得欧洲顶级联赛冠军。
2013年8月17日，2013-14年赛季英超联赛开幕，大卫·莫耶斯接任弗格森的主教练职位，香川在赛季初没有获得出场机会。12月4日，香川真司确诊呼吸困难被送往医院治疗。该赛季香川真司代表曼联在英超联赛18场比赛中出场，没有取得进球；在英格兰足总杯及欧冠联赛中共出战9场。

### 多特蒙德

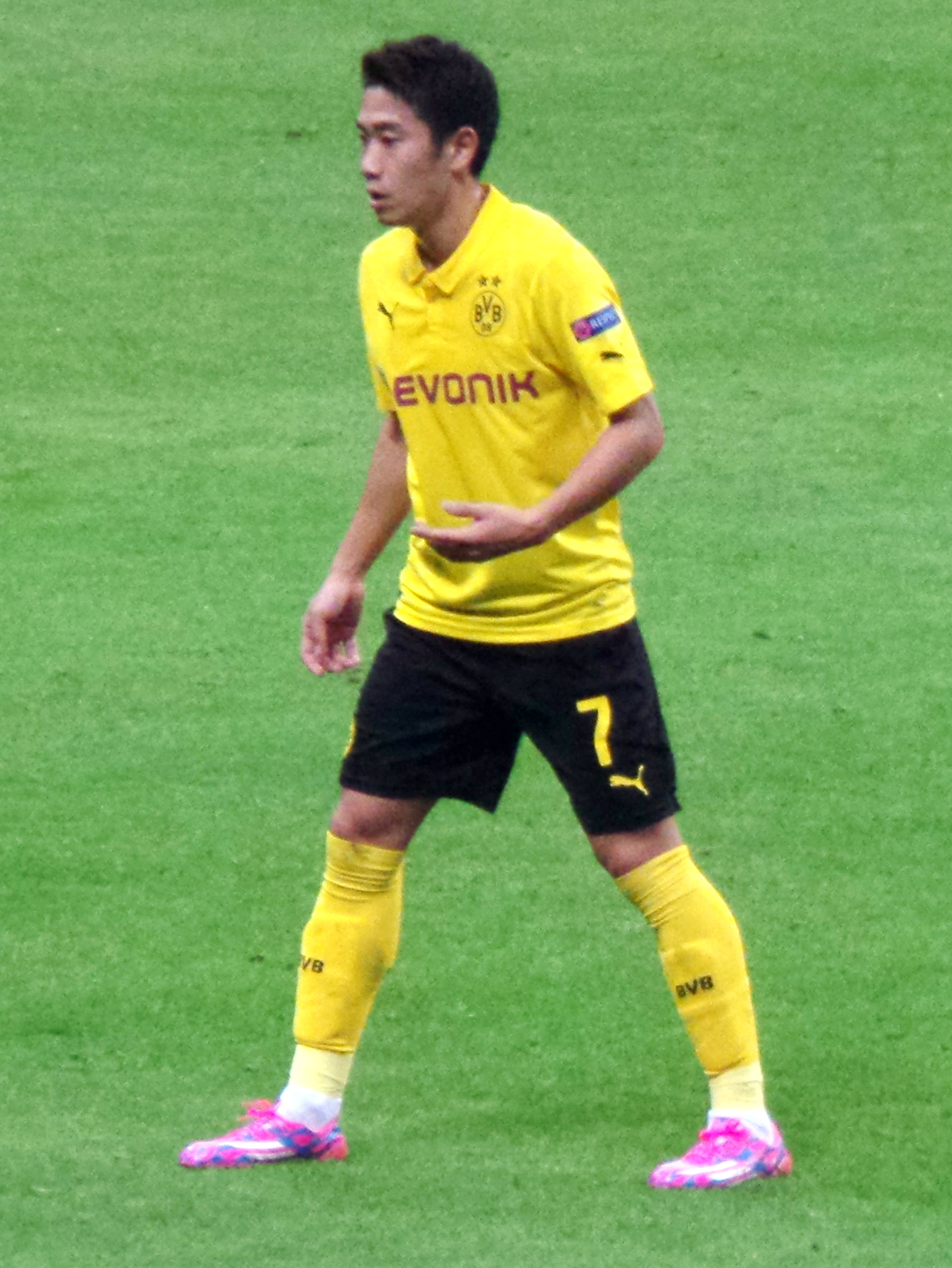
香川真司（2014年）

2014年8月31日，德甲联赛球队多特蒙德足球俱乐部宣布香川真司将重返球队，身披“7”号球衣；双方签订了为期4年的合同，合同期至2018年6月30日。 2015年5月23日，德甲联赛最后一轮多特蒙德对阵云达不莱梅，香川真司在比赛中为球队贡献1个进球和2个助攻，帮助球队取胜并升至积分榜第7位，取得了下赛季欧联资格赛的参赛资格。该赛季香川真司代表多特蒙德在德甲联赛28场比赛中出场打入5粒进球，在德国足协杯及欧冠联赛中共出战10场，打入1粒进球。
2015年8月，托马斯·图赫尔接任多特蒙德主教练，香川真司成为其4-3-3阵型体系中的边前卫球员；香川真司的球衣号码在新赛季更换为“23”号。2016年4月2日，香川真司完成了其在德甲联赛的第100场出场。该赛季香川真司代表多特蒙德在德甲联赛29场比赛中为球队贡献9粒进球和9个助攻，在德国足协杯及欧联中共出战17场，打入4粒进球。赛季结束后，香川真司入选2015-16年赛季德甲联赛年度最佳阵容。
2016年11月22日，欧冠联赛第5轮多特蒙德主场迎战华沙莱吉亚，香川真司在比赛的17分钟和18分钟各入一球，两个进球的间隔76秒，这也是欧冠历史上最快的连续进球纪录。2017年4月3日，香川真司在联赛第27轮对阵汉堡的比赛中取得赛季的首粒进球。该赛季，香川真司代表多特蒙德在德甲联赛21场比赛中出场打入1粒进球，在德国足协杯及欧冠联赛中共出战8场，打入5粒进球。
2017年7月14日，多特蒙德宣布将香川真司的合同延长至2020年。

### 貝西克塔斯
在冬季转会期，香川真司以租借身份加盟土超球队贝西克塔斯 。半年里他为球队出场14次，打进4球送出2助攻。
2019年2月3日，香川真司上演了处子秀。在第81分钟替补登场之后，香川真司在短短3分钟内就梅开二度。香川真司的处子秀，堪称完美到了极点。
土超联赛，贝西克塔斯主场3-2力克科尼亚体育，香川真司第75分钟替补出场，伤停补时的读秒阶段，他接到队友传球后左路突入禁区小角度低射得手完成绝杀。

### 皇家薩拉戈薩
香川在2019年夏天加盟西乙球队皇家萨拉戈萨， 2019-20赛季各项赛事合共上阵36场射入4球，可惜球队在升级附加赛决赛落败未能升上西甲，香川无法完成在西甲比赛的梦想。
西乙第1轮萨拉戈萨主场2-0特内里费中，香川真司首发登场上演西乙首秀，在80分钟被替换下场。
西乙第2轮，香川真司在59分钟首开纪录，萨拉戈萨客场1-1蓬费拉迪纳，这是香川真司在西乙生涯首球。
在2020-21赛季更因非欧盟球员名额所限没有被球队注册，最终在10月与萨拉戈萨解约，不过香川仍可使用球队设施，一边自主训练一边搜寻新东家。这几个月以来先后传出中东、美国都有球队对香川有兴趣，而香川的母会大阪樱花亦曾经联络香川，不过香川早前在SNS表明自己仍希望留在欧洲，所以拒绝了大坂的邀请。PAOK的德国籍体育总监Olaf Rebbe在去年10月曾表示希望能够签入经验、质素兼备的香川提升球队实力，当时香川未有决定，不过再等3个月，香川还是穿起PAOK的黑白球衣。
　

### PAOK
当地时间2021年1月27日，希腊球队PAOK官方宣布，以自由转会的方式签入香川真司。香川真司的合同，签到了2022年夏天。这位31岁的日本球员，将会身披23号战袍。
加盟塞萨洛尼基的香川真司在4日凌晨迎来希腊首秀，他在希腊足球盃对阵拉里萨的比赛中第63分钟替补出场帮助球队2-1顺利晋级。
希腊杯1/4决赛次回合，拉米亚1-1塞萨洛尼基，香川加盟球队初先发，助攻队友进球。塞萨洛尼基总比分6-3晋级4强。
2021年12月12日，PAOK俱乐部宣布，球队与香川真司解约。

### 聖圖爾登
2022年1月，比甲球队圣图尔登官方宣布，日本国脚香川真司以自由身加盟。
2022年8月27日，比甲第6轮，圣图尔登3:1战胜梅赫伦。香川真司首发并打满全场。第57分钟香川真司打入点球，取得本赛季比甲首球。

### 重返大阪櫻花
大阪樱花官方宣布，前日本国脚香川真司从比甲圣图尔登正式转会加盟球队。
3月12日，日职联赛第4轮，大阪樱花2-1击败鸟栖砂岩，香川真司破门，打进重返日职联赛的首粒进球。

## 國家隊生涯
2006年10月，香川真司入选日本U-19国家队，代表球队参加亚足联青年锦标赛并获得亚军。
2007年6月，入选日本U-20国家队加拿大U-20世界杯大名单，代表球队参赛2场。
2008年5月，香川真司首度入选日本国家足球队。5月24日，在麒麟杯对阵科特迪瓦的比赛中首次代表国家队替补登场。8月，入选日本U-23国家队2008年北京奥运会大名单，代表球队参赛3场。8月20日，在麒麟杯对阵阿联酋的比赛中，香川真司取得个人在国家队中的首粒进球。他也成为日本国家队队史第3年轻斩获进球球员。
2010年6月，香川真司没有入选日本队2010年南非世界杯大名单，但以支持成员的身份与队伍同行出征。
2011年1月，香川真司入选国家队卡塔尔亚洲杯大名单，穿上国家队引退的中村俊辅10号球衣。他在小组赛对战沙特的比赛中助攻冈崎慎司得分，八强战日本对战卡塔尔，最终逆转对手获胜，香川真司助攻伊野波雅彦打入制胜球。不过，香川真司在半决赛与韩国的比赛中脚趾骨折，重伤3个月。缺战决赛比赛。2011年8月的麒麟杯，香川真司重返国家队，在与韩国的比赛打入2球。
2012至2013年的巴西世界杯亚预赛最终阶段，香川真司出战5场打入2球，帮助日本进入世界杯决赛圈。
在2013年洲际国家盃第二场分组赛对意大利，香川真司射入一记精彩的凌空进球，虽然最终输3-4，小组赛3连败无缘出线，但赛后仍当选全场最佳球员。
2014年巴西世界杯，首战对阵科特迪瓦香川以左路中场身份首发，全场没有贡献1脚射门，在下半场被换下；此战对阵希腊，香川下半时替补出战，仍然未有射门；第3场与哥伦比亚的比赛香川真司重回首发，尝试多次射门，无奈未有进球，球队大败小组出局。
2015年1月，香川真司入选日本队2015年亚洲杯大名单，在小组赛3场比赛中打入1个进球。四分之一决赛，日本队与阿联酋队在120分钟的常规比赛内各进一球，比赛进入点球大战，香川真司作为球队最后一名主罚者射失点球，使球队无缘半决赛。
香川真司并没有随日本队参加2018年之前两场热身赛（对战马里以及乌克兰）。
2018年6月19日，2018年俄罗斯世界杯小组赛，日本对哥伦比亚开场后不久，哥伦比亚的卡洛斯·桑切斯在禁区内手球犯规，主裁判直接出示红牌将其罚下，随后香川真司主罚点球命中。十六强赛中，第二个入球前，香川在禁区外截住比利时球员的头球，并戏晃了比利时一名防守球员后回传给乾贵士入了第二球，可惜其后由于一次回撤时被长谷部诚传球踢中身体，给了对手反击逆转机会，最终给比利时三球逆转而败北。

## 打法风格
香川是一名技术和创造力出众的进攻型中场球员，他在球场上表现出色。不僅能在中路担任组织进攻的角色。他还可以在左翼或右翼位置上发挥作用。控球方面表现突出，拥有冷静的决策能力和传球技术。他是一名灵活的球员，常常在对手的防线附近游走，寻找睿智而有创意的传球或直塞球。香川具有出色的进攻能力，无论有无球都能发挥得很好。他在进攻时有着出色的位置感，能够准确找到关键传球。他的速度相当快，可以自己发起进攻并射门得分。在代表日本队比赛时，他曾在左边中场或中路进攻中场的位置上出场。

## 榮譽

### 球會
多蒙特
- 德甲聯賽冠軍﹕2010-11、2011-12
- 德國盃冠軍﹕2011-12

曼聯
- 英超冠軍﹕2012-13
- 英格蘭社區盾冠軍﹕2013

### 國家隊
日本國家足球隊
- 亞洲盃冠軍﹕2011

## 外部連結
- 香川真司個人網頁 （页面存档备份，存于）
- 香川真司 （页面存档备份，存于） - Topforward
- National Football Teams :Player - Shinji Kagawa （页面存档备份，存于）
- 官方网站
- Soccerway資料庫：香川真司
- 香川真司 – FIFA國際賽競賽紀錄 (存檔)
- 香川真司－UEFA國際賽競賽紀錄
- 香川真司在 National-Football-Teams.com 上的出场纪录
- 日本職業足球聯賽中的香川真司 （日語）
- 足球数据库：香川真司的球员统计数据